# Vasilis Torosidis
Vasilis Torosidis (nascut a Xanthi, Grècia, el 10 de juny del 1985), és un futbolista professional grec que actualment juga de lateral esquerra o migcampista a l'Olympiakos FC grec. Torosidis, també juga per la selecció de Grècia des del 2007.